# Денц, Анри
Анри Фернан Денц (16 декабря 1881 — 13 декабря 1945) — генерал французской армии (Armée de Terre). После капитуляции Франции во время Второй мировой войны он служил во французской армии Виши и оказал сопротивление британским войскам на территории Ближнего Востока.

## Ранние годы
Анри Денц родился в Роане, Луара, Франция 16 декабря 1881 года .

## Военная карьера

### Коллаборационизм
С сентября 1939 года он был назначен генералом армейского корпуса и последовательно командовал 15-м армейским корпусом в Альпах в течение трех недель, а затем 12-м армейским корпусом в Эльзасе в укрепленном секторе Хагенау.
2 июня 1940 года он получил приказ направиться в столицу, чтобы занять пост заместителя генерала Эринга (Héring), военного губернатора Парижа. 12 июня Париж был объявлен открытым городом, и Эринг вывел из него войска к югу от Луары. 13 июня 1940 года Анри Денц сменил его на посту военного губернатора Парижа, и получил задание передать столицу врагу на следующий день, 14 июня.
Через несколько дней после перемирия от 22 июня 1940 года, 27 июня, он принял командование 15-й военной дивизией в Марселе, которую он занимал до 28 декабря 1940 года.
27 ноября 1940 года Жан Шьяпп, только что назначенный французским Верховным комиссаром по Леванту, пропал без вести над Средиземным морем во время перелёта в Ливан. Месяц спустя, 29 декабря 1940 года, Денц был передан в распоряжение государственного министра иностранных дел для выполнения функций Верховного комиссара французского государства в Леванте, и в то же время назначен начальником французских войск в Леванте.

### Сирийско-ливанская кампания
Будучи главнокомандующим армией Леванта (Armée du Levant) и верховным комиссаром Леванта, Денц отвечал за оборону французского мандата Сирии и французского мандата Ливана на Ближнем Востоке . Денц командовал армией из примерно 45 000 человек. Он категорически отказался подчиняться приказам де Голля на том формальном основании, что де Голль был младше его по званию.
Власти Виши разрешили самолётам ВВС Германии (Люфтваффе) и Королевских ВВС Италии (Regia Aeronautica) заправляться в Сирии и Ливане до и во время англо-иракской войны. Возмущённые этим, страны антигитлеровской коалиции спланировали вторжение во французские мандаты.
8 июня 1941 года войска из примерно 20 000 австралийских, индийских, британских солдат при участии войск «Сражающейся Франции» под командованием сэра Генри М. Уилсона вторглись в Сирию и Ливан из британского мандата в Палестине и из Ирака. Начались ожесточенные бои, и силы Виши под Денцем постепенно утратили свои позиции в течение 13 дней. Дамаск, столица Сирии, был оставлен ими 21 июня 1941 года.
Бои в Ливане продолжались, но силы Виши продолжали терять позиции. К июлю австралийцы приблизились к Бейруту . Падение Бейрута, столицы Ливана, означало, что конец близок. 10 июля 1941 года, когда австралийская 21-я бригада находилась на грани вхождения в Бейрут, Денц договорился о перемирии, которое вступило в силу после полуночи 12 июля 1941 года. Пока действовало прекращение огня, Денц приказал подчинённым ему кораблям и самолётам направиться в Турцию, где они были интернированы.
Прекращение огня 10 июля 1941 года положило конец кампании на ближневосточном фронте. Перемирие, известное как перемирие Святого Иоанна из Акра, было подписано 14 июля 1941 года. Во время конфликта в плен попало 37 736 французов, воевавших на стороне Виши. Большинство предпочли репатриацию на территорию, контролируемую режимом Виши, вместо того, чтобы присоединиться к Свободной Франции.

## Последствия и смерть
Вернулся во Францию, где занимал официальные должности до ухода на пенсию в 1943 году. В сентябре 1944 г. был задержан по обвинению в коллаборационизме.
В январе 1945 года Денц был приговорен к смертной казни за помощь силам Оси. Однако Шарль де Голль, президент Временного правительства Французской Республики, заменил приговор на пожизненное заключение. Находясь в заключении, Денц 13 декабря 1945 года умер во Френе, Валь-де-Марн, Франция.